# Kumpania Algazarra
Kumpania Algazarra é uma banda portuguesa de música folk, com inspirações nas músicas cigana, árabe, ska, latina, reggae e balcãs.

## Formação
- Hélder Silva  {percussão}
- Luís Barrocas {guitarra}, {saxofone} e voz
- Francisco Brito {baixo}
- Gil Gonçalves {tuba}
- Francisco Amorim {trombone}
- Paul Robert {trompete}
- Mateja Dolsak {saxofone}
- Diogo Andrade {bateria}

## Discografia

### Álbuns de estúdio

#### "Kumpania Algazarra" (2008)(CD, edição de autor)
1. Almighty Love
2. Donde La Vida Va
3. Supercali…
4. Libérez Le Monde
5. Maribor
6. Gipsy Reggae
7. Just One Step
8. Skabicine
9. Naygeri
10. Pekarna
11. Wild Zone
12. Oh Cidade

#### Kumpania Algazarra Remixed(2010)(CD,Footmovin’ Records)[2]
1. Oh Cidade Stereossauro Remix
2. Wild Zone Nsket Remix
3. Supercali Xoices Remix
4. Donde la vida va Sam The Kid Remix
5. Naygeri Beat Laden Remix
6. Liberez le monde Woman in Panic Remix
7. Wild zone Kronic People Remix
8. Gipsy Reggae Mee_k Remix
9. Just one dub Naty Fred Remix
10. Maribor Infestus Remix
11. Donde la vida va Inner G Remix
12. Liberez le monde Mushug Remix
13. Skabicine Beat Dictator Remix
14. Liberez le monde Yanus Project Remix
15. Oh Cidade Pavel Nikov Remix

#### Ao Vivo FMM2011(2011)(Optimus Discos)[3]
1. Intro/Madlei
2. Supercali
3. Oh Cidade
4. Bailinho
5. Wild Zone

#### "Kumpania Algazarra - A Festa Continua" (2013)(CD, NMusic)
1. Rise Up and Get Ready
2. Pudim
3. Maré
4. Me No Slave
5. Será Chuva
6. A Festa Continua
7. De Roda do Tacho
8. Por Aqui
9. Stretching
10. Bachará
11. Bambara

"Acoustic Express" Kumpania Algazarra (2015)  (CD, edição de autor)
1. Mariquita
2. Maré
3. Sprint Kolo
4. Toetje
5. Lacin Cocek
6. Foxtrot
7. Malo Ja Malo Ti
8. Samantha's Cocek
9. Sebastian's Cocek

## Presenças na TV
- 5 Para A Meia Noite, RTP1, Agosto 2010 - com Filomena Cautela
- Curto Circuito, SIC Radical, Novembro 2010
- SIC Notícias, Dezembro 2010
- Nós, RTP2, Janeiro 2011
- Para Algo Completamente INdiferente, SIC Radical, Dezembro 2011
- Ir é o Melhor Remédio (Jornal da Noite), SIC, Dezembro 2012
- Tavira Em festa, RTP1, Março 2013
- Curto Circuito, SIC Radical, Abril 2013
- 5 Para A Meia Noite, RTP1, Abril 2013 - com Nilton
- Art agus Tomaí san Eoraip [Português: Art e Tommy em Europa] (Episódio 3), BBC TWO (UK), Abril 2013
- É a Vida Alvim!, +TVI, Maio 2013
- Feitos ao Bife, RTP1, Julho 2013
- Festival da canção, RTP1, Março 2022